# Море Нектару

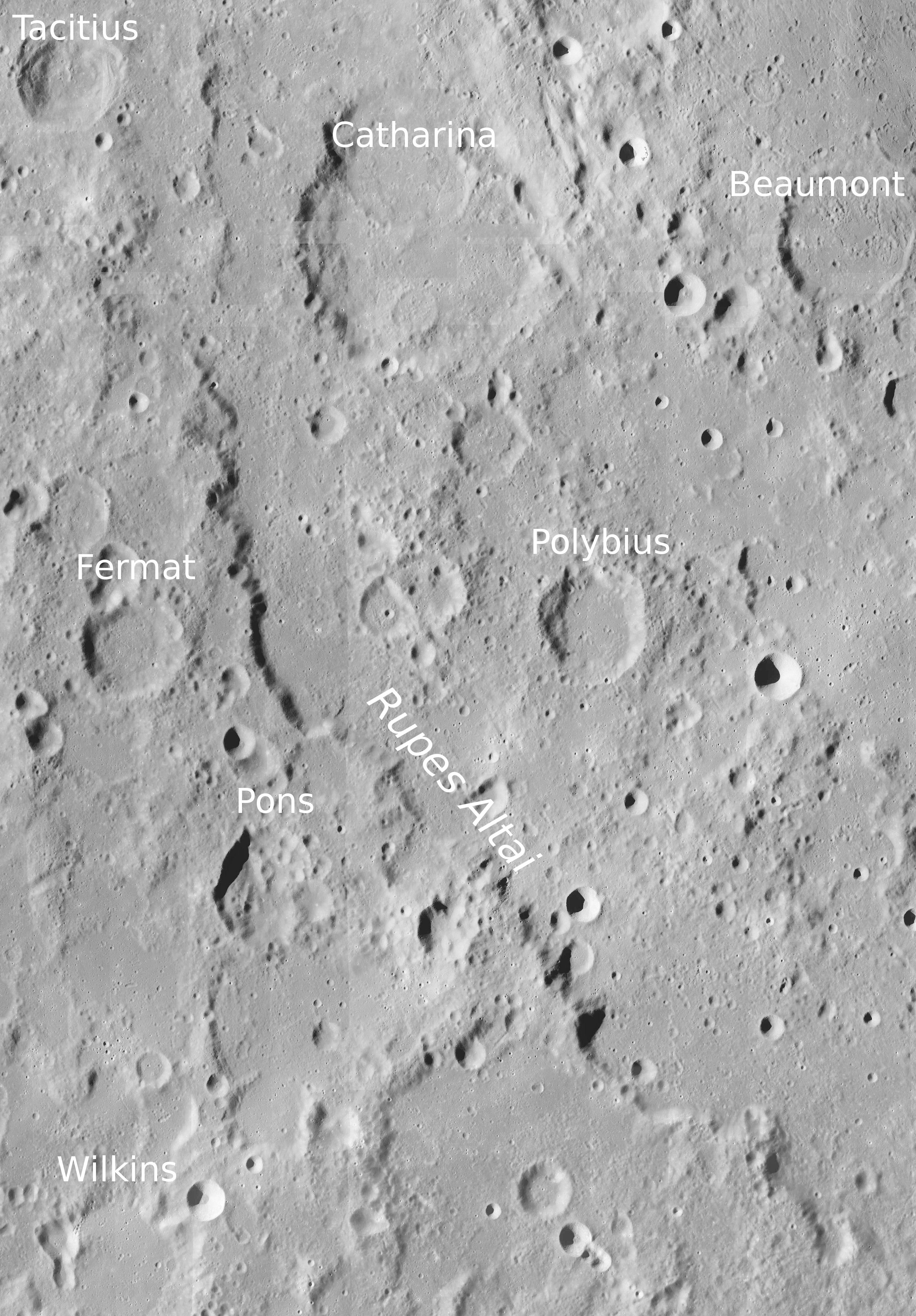
Уступ Алтай — південно-західна частина краю басейна Моря Нектару

Мо́ре Некта́ру (лат. Mare Nectaris) — море на Місяці, в східній частині видимого боку. Середній діаметр — близько 340 км, площа — 84 000 км2, координати центру — 15°12′ пд. ш. 34°36′ сх. д. / 15.2° пд. ш. 34.6° сх. д.. На північному заході з'єднується з Затокою Суворості Моря Спокою, а на сході межує з місячними Піренеями, за якими лежить Море Достатку.
Море Нектару заповнює центральну частину величезного кратера (імпактного басейну). Появою цього басейну розпочався відрізок геологічної історії Місяця, названий за іменем цього моря, — нектарський період.

## Назва
Сучасну назву Моря Нектару, як і більшості місячних морів, запропонував Джованні Річчолі 1651 року (щоправда, він розглядав його разом із Затокою Суворості). У 1935 році цю назву затвердив Міжнародний астрономічний союз.
В давнину це море мало й інші назви. 1645 року Міхаель ван Лангрен об'єднав його з Затокою Суворості під назвою Sinus Batavicus — «Батавська затока». 1647 року Ян Гевелій дав йому ім'я Sinus Extremus Ponti Euxini — «Крайня затока Чорного моря» (самим Чорним морем у нього називалися моря Спокою та Ясності).

## Загальний опис
Як і інші місячні моря, Море Нектару утворене темною застиглою лавою. Воно лежить у центральній частині імпактного басейна діаметром 860 км і зовні обмежене його внутрішнім кільцем діаметром близько 350 км. Деякі дослідники розрізняють у цього басейна й інші, слабше виражені кільця. У його межах (у периферичній частині) лежить і Затока Суворості. Край басейна найкраще зберігся на південному заході; ця його частина отримала назву «уступ Алтай» (лат. Rupes Altai). В усі боки від басейна тягнуться деталі рельєфу, створені викидами від удару, що його утворив, — ланцюжки вторинних кратерів та витягнуті западини. Вони простежуються на відстані до 1500 км від центра.
Товщину лавового покриву Моря Нектару оцінюють приблизно в кілометр. Його поверхня лежить на 2,3–2,9 км нижче за місячний рівень відліку висот. Там спостерігається маскон (область збільшеної сили тяжіння), де гравітаційне прискорення підвищене на 0,070 Ґал.

## Деталі поверхні
На краю Моря Нектару знаходиться примітна трійка 100-кілометрових кратерів: Теофіл та Кирило на північному заході (на межі з Затокою Суворості) та Катерина дещо південніше. З південним краєм моря зливається, утворюючи «бухту», 120-кілометровий кратер Фракасторо, наполовину залитий лавою.
Окрім того, на берегах моря розташовані менші кратери Бомон, Боненбергер, Годібер, Ісідор та Медлер. У північній частині Моря Нектару є примітний 45-кілометровий «кратер-привид» Дагер, майже повністю затоплений лавою. У південно-східній частині моря лежить 11-кілометровий кратер Росс.
На поверхні Моря Нектару видно світлі промені від кількох молодих кратерів. Зокрема, на більшій частині поверхні простежуються промені Теофіла. Крім того, там можна помітити промені сусіднього невеликого кратера Медлер та далекого, але великого кратера Тихо.
Як і в деяких інших місячних морях, уздовж берегів Моря Нектару подекуди тягнуться гряди. В цьому морі вони не утворюють суцільного кільця. Найдовша гряда проходить біля східного берега моря, дещо менша — біля західного. Дуже низька гряда є біля центру моря. Власної назви жодна з них не отримала. Концентричних борозен по краях, характерних для інших місячних морів, Море Нектару не має.
Є в Морі Нектару й прояв вулканізму: невелику (300 км2) ділянку на північному краю кратера Дагер вкривають темні пірокластичні викиди. За межами моря в його басейні трапляються куполоподібні вулкани.

## Геологічна історія
Басейн Моря Нектару з'явився 3,8–4,2 млрд років тому. Він молодший за басейни сусідніх морів Спокою та Достатку (що настільки старі, що навіть їх існування є сумнівним), але старший за басейни морів Дощів та Криз. Його появою розпочався період геологічної історії Місяця, що отримав відповідну назву — нектарський період. Пізніше найглибшу частину басейну вкрила базальтова лава (сучасна поверхня моря утворена лавою пізньоімбрійського віку). Після застигання вона дещо просіла та зім'ялася з утворенням гряд. Свій внесок у вигляд моря зробило й метеоритне бомбардування, яке й надалі продовжувало створювати нові кратери. Так, в ератосфенівському періоді з'явився кратер Теофіл.

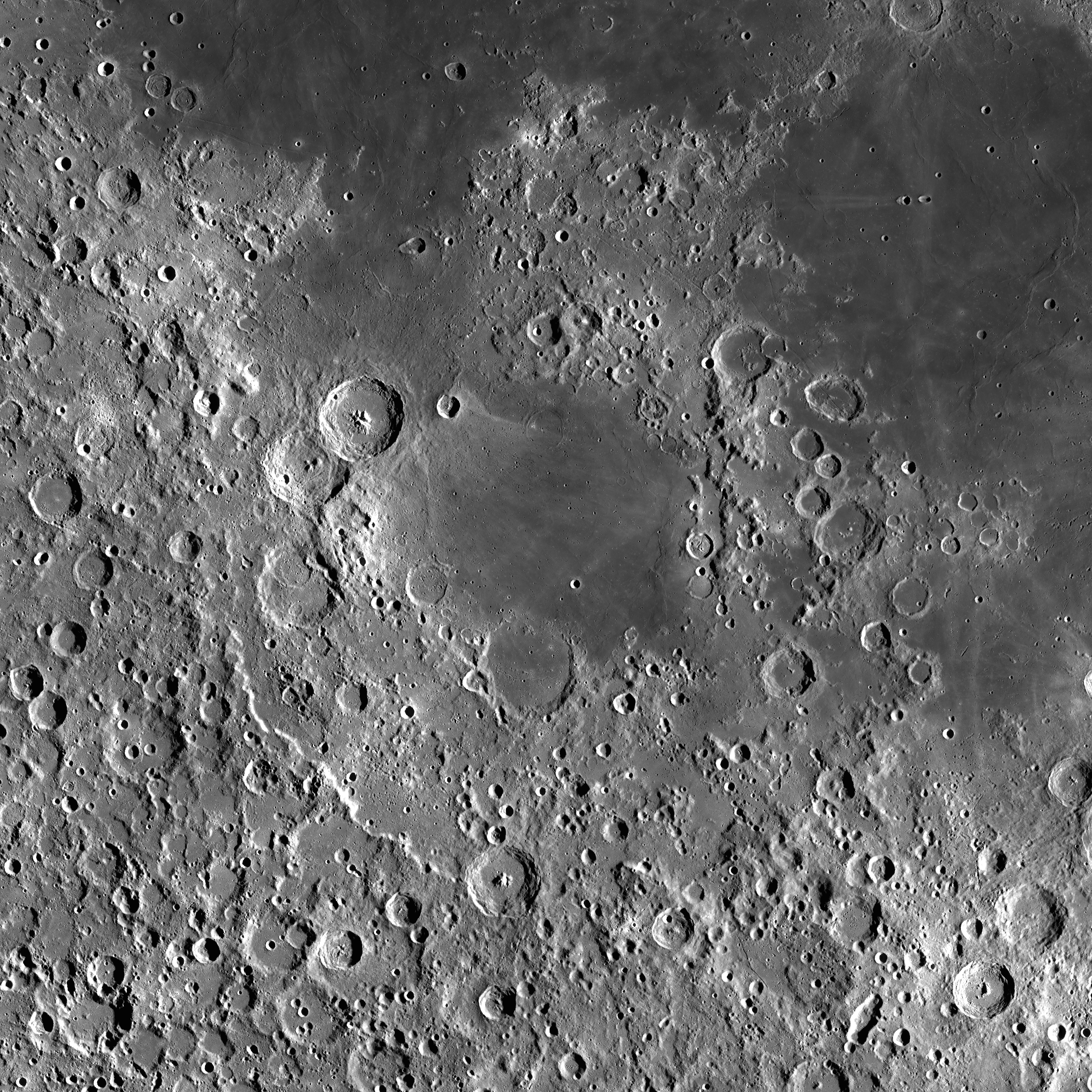
Басейн Моря Нектару (мозаїка знімків LRO). Ліворуч унизу видно уступ Алтай (яскрава нерівна смужка). Ширина зображення — 1300 км
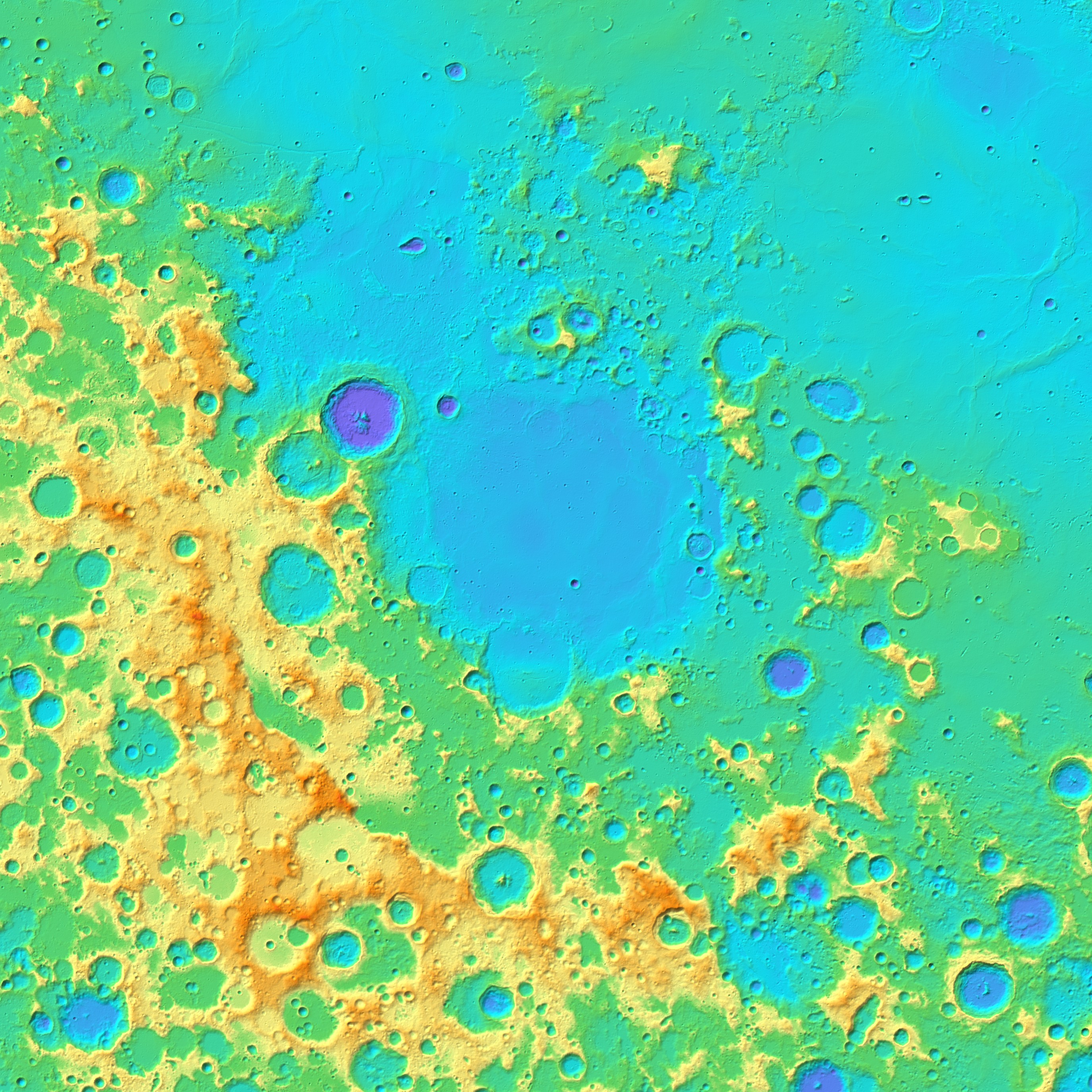
Карта висот цієї ж місцевості (червоне — височини, синє — низовини)

## Карти
Карти, видані Aeronautical Chart Information Center, United States Air Force. Море Нектару розділене між 4 листами (верхні два — 1963 року, нижні — 1965):

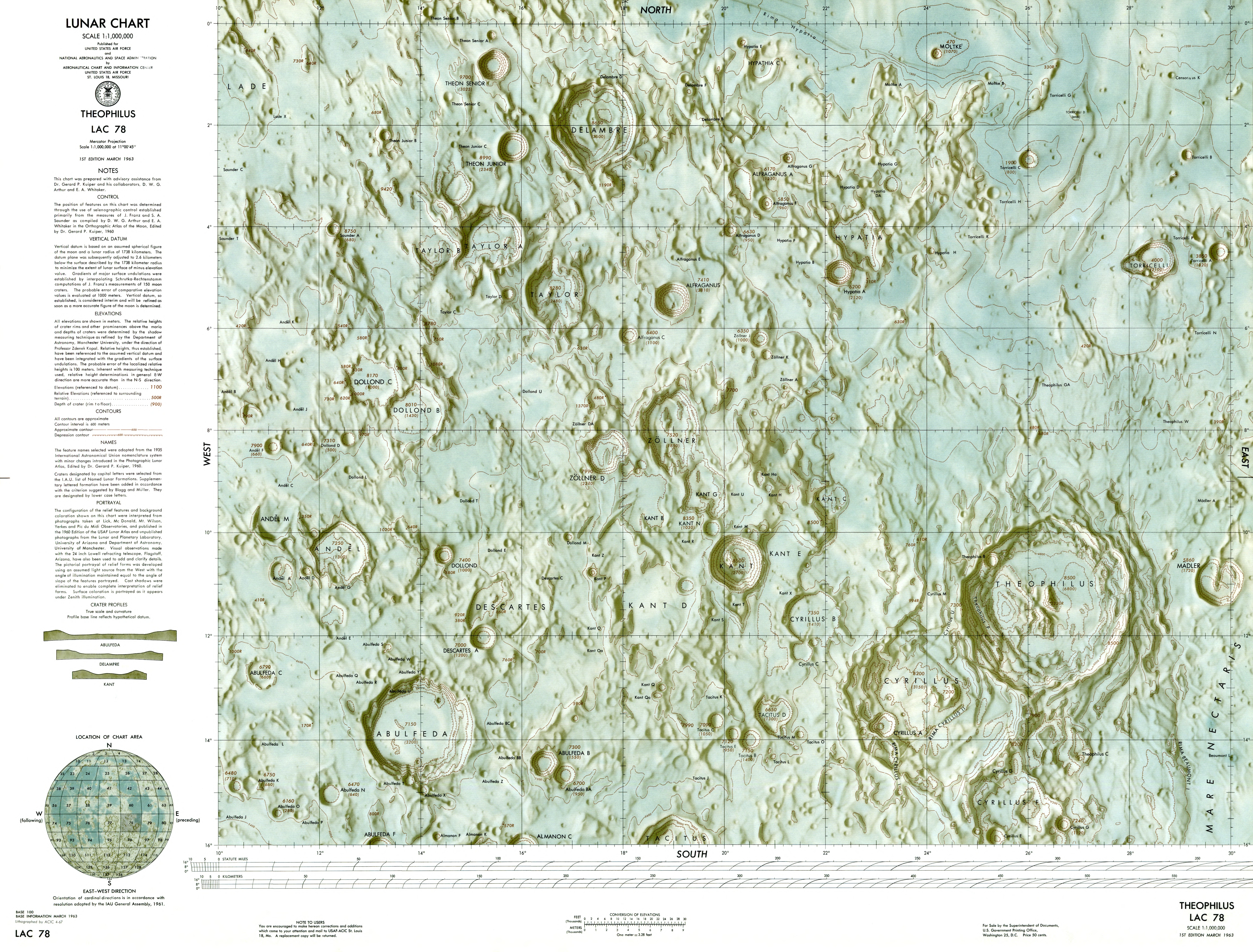
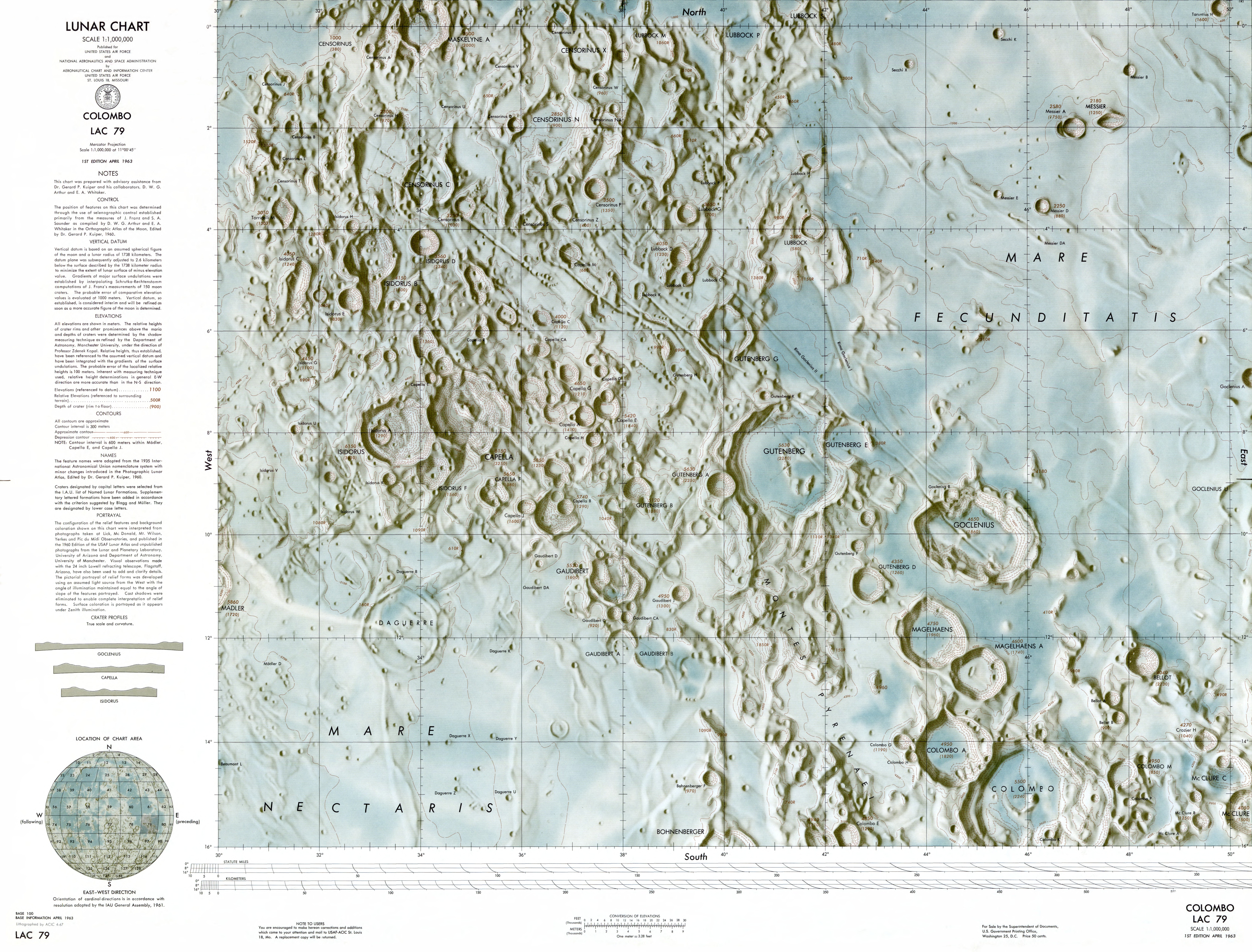

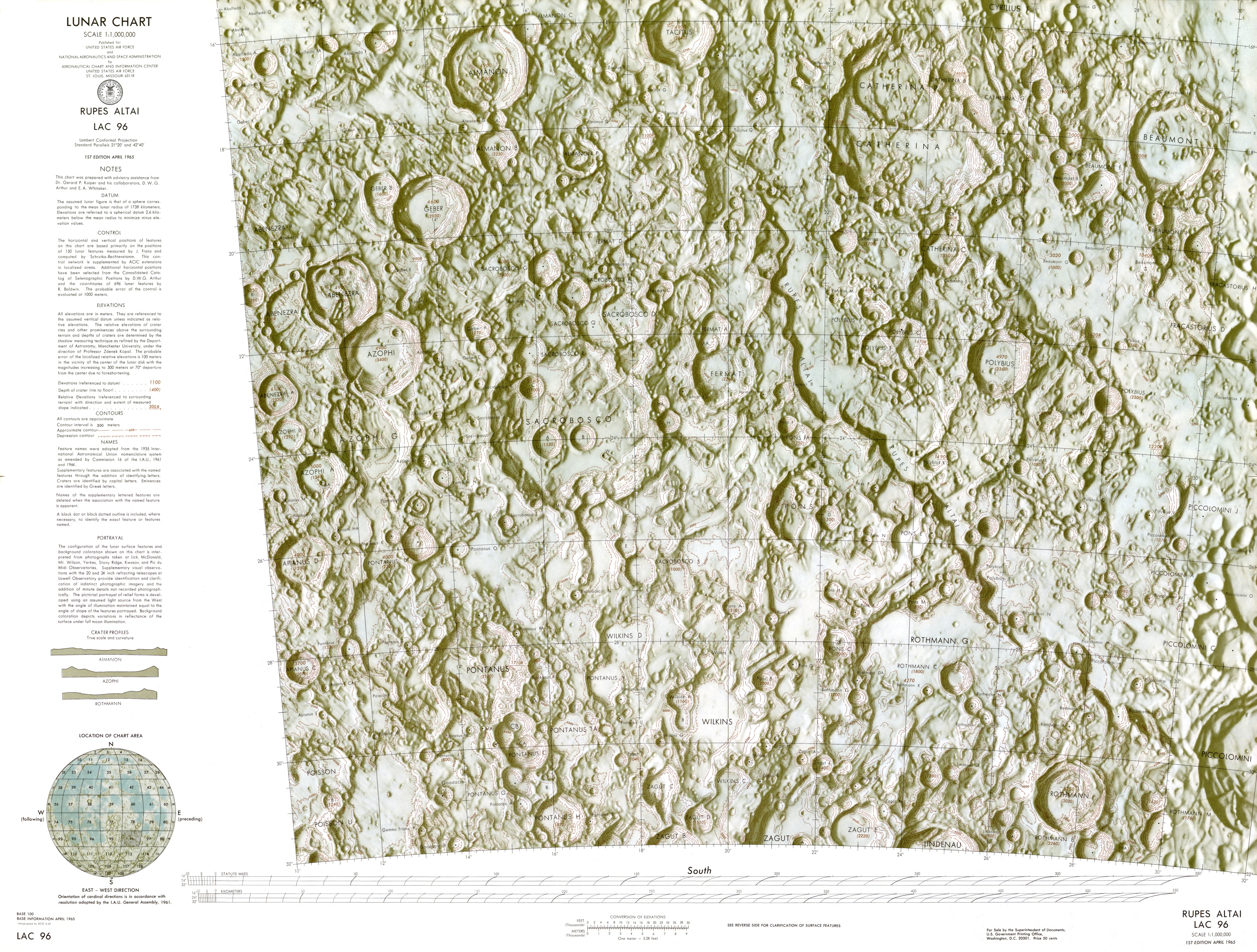
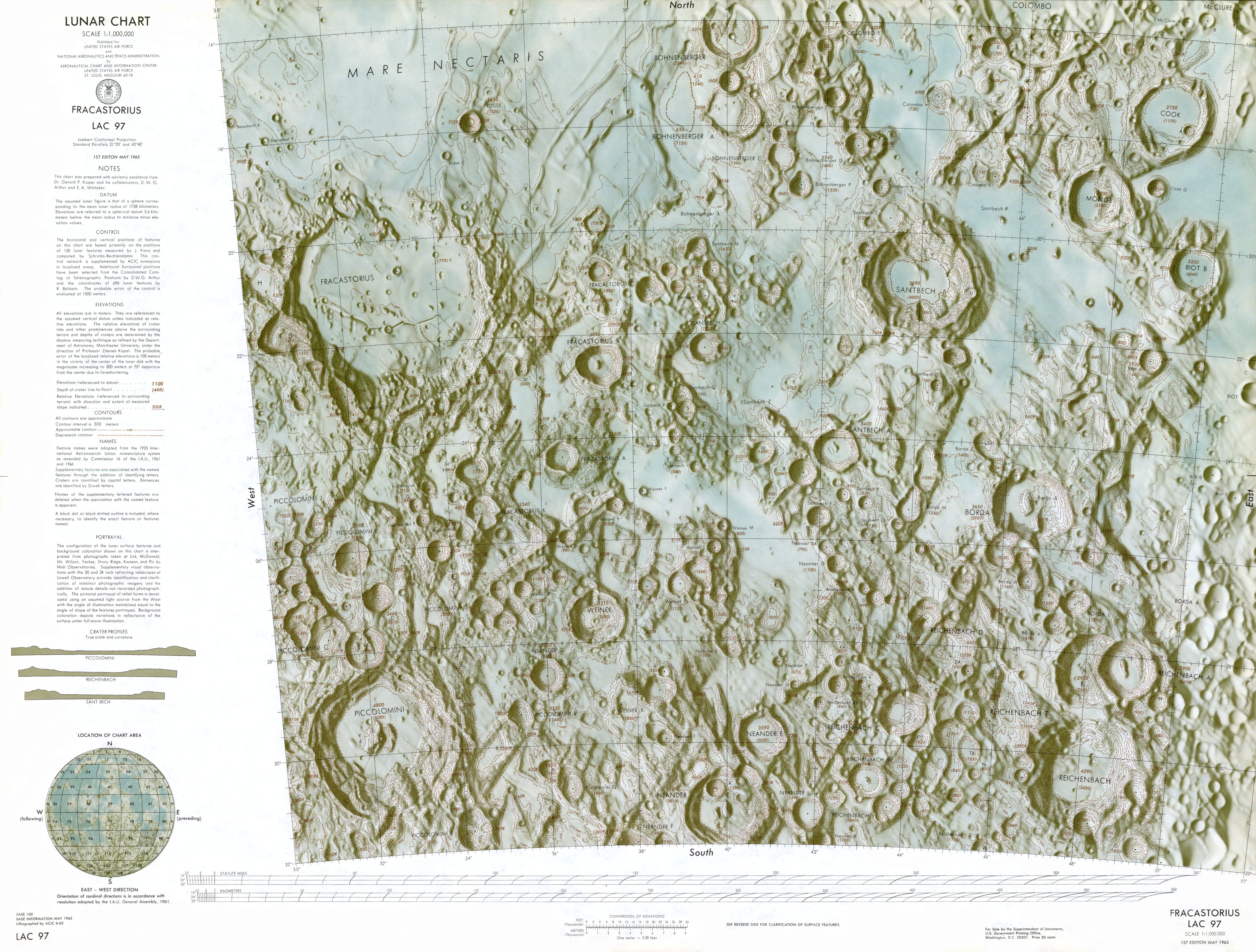